# 杜德孚

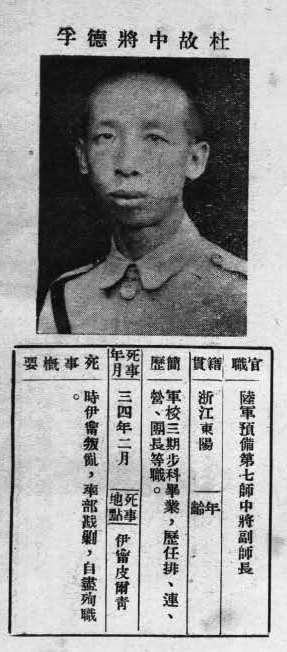
杜德孚烈士遺像

杜德孚（1903年—1945年2月），字定性。浙江省東陽縣橫店鎮後山店人。他為三區叛亂期間陣亡的國軍高級將領之一。

## 生平
黄埔军校第三期畢業。歷任陸軍第三師步兵第八旅第十五團團長，陸軍第四十師步兵第二百三十七團團長等职。
1944年秋伊寧叛亂，杜德孚奉令出任伊宁区长兼守备指挥官，率部戡剿。其部从11月中旬苦战至1945年1月下旬。时伊宁被圍據點有難民千人，他們都是心向祖國，若將其留下，必被堵殺殆盡。於是，杜德孚決心帶領全體軍民冒死突圍，死中求生。杜德孚厲聲告勵部下：「吾已喪師失地，寧忍此孑遺者棄膏虎吻耶!大漢天聲，安危共仗，死則俱死，勿苟免也。」1月31日，率部突围。突圍後，師至皮星親溝(或作皮尔清沟，天山南麓，距伊犁東北50里隘口)，遭到伏擊，「民軍」傾巢出動，層層包抄，終因寡不敵眾，糧盡彈絕，全部壯烈犧牲。據中國文史出版社出版的《中華民國大事記》：「伊犁事變的哈薩克民軍攻新疆伊寧。國軍預備第七師副師長杜德孚以下官兵4000餘人，在突圍途中於1945年2月1日陣歿。杜德孚於皮爾青自盡殉職。追晉陸軍中將。